# Гидроарсенат магния
Гидроарсенат магния — неорганическое соединение,
кислая соль магния и мышьяковой кислоты с формулой MgHAsO4,
бесцветные кристаллы,
образует кристаллогидраты.

## Получение
- В природе встречается минерал брассит — MgHAsO4•4H2O с примесями [1].

- В природе встречается минерал росслерит — MgHAsO4•7H2O с примесями [2].

## Физические свойства
Гидроарсенат магния образует бесцветные кристаллы.
Образует кристаллогидрат состава MgHAsO4•n H2O, где n = 4 и 7, которые начинают терять воду при 100°С.
Кристаллогидрат состава MgHAsO4•7H2O образует бесцветные кристаллы
моноклинной сингонии,
пространственная группа C 2/c,
параметры ячейки a = 0,66918 нм, b = 2,5744 нм, c = 1,1538 нм, β = 95,15°, Z = 8
.
Кристаллогидрат состава MgHAsO4•4H2O образует бесцветные кристаллы
ромбической сингонии,
пространственная группа P bca,
параметры ячейки a = 0,7472 нм, b = 1,0891 нм, c = 1,6585 нм, Z = 12
.